# Gorgo
Gorgo (en griego Γοργώ, Gorgô), nacida en 506 a. C., fue la hija del rey de Esparta Cleómenes I y esposa del rey Leónidas I. Fue de las escasas mujeres griegas en desempeñar un activo papel político en la época clásica y la más conocida de las mujeres espartanas. Fue la única en ser hija de un rey de Esparta, esposa de un rey de Esparta y madre de un rey de Esparta.

## Biografía
A la edad de ocho o nueve años, Gorgo asistió a la audiencia de Aristágoras de Mileto, enviado por las ciudades griegas de Jonia para persuadir a Esparta de mantener su revuelta contra el Imperio persa. Cuando Aristágoras ofreció a Cleómenes una fuerte suma para decidirse, ella intervino para decir: «Causará tu pérdida, mi padre, este miserable extranjero, si no te apresuras a expulsarlo de casa».
Luego, se casó con Léonidas, futuro héroe de Termópilas. Ambos estaban relacionados, ya que Leónidas era su "medio tío". Cuando Demarato, en el exilio junto a Jerjes I, quiso prevenir a los griegos de la amenaza que pesaba sobre ellos, envió un mensaje secreto a Esparta, bajo la forma de una tabla de cera. Fue Gorgo quien tuvo la idea de hacer rascar la cera, revelando así el verdadero mensaje grabado sobre la madera. No se precisa si leyó o no el mensaje. Según otras anécdotas -que conciernen a ella misma o las mujeres espartanas en general- parece que supiera leer.
Tuvo al menos un hijo con Leónidas, llamado Plistarco, este será co-rey de Esparta desde el 480 a. C. hasta el 458 a. C. Sin embargo, tras la muerte de su padre no se ve un rey suficiente y apto, y será su primo Pausanias quien actuará como regente.
Según Plutarco, antes de que Leónidas marchase a la batalla de las Termópilas, Gorgo le preguntó qué debía hacer ya que sabía que la muerte de su marido era inevitable. Este le contestó: "Cásate con un buen hombre que te trate bien, dale hijos y vive una buena vida."
Una anécdota contada por Plutarco ilustra la importancia de la maternidad en el papel jugado por las mujeres en Esparta:
«Habiendo sido interrogada por una mujer del Ática: «¿Por qué sois las únicas, vosotras las laconias, que mandáis a los hombres?», «Es porque, contestó, somos las únicas que damos a luz a verdaderos hombres».